# Lahij
Lahij is een stad in Jemen en is de hoofdplaats van het gouvernement Lahij.
Bij de volkstelling van 2004 telde Lahij 9653 inwoners.